# Вулиця Святославська (Чернігів)
Вулиця Святославська — вулиця в Новозаводському районі міста Чернігова. Пролягає від вулиці Толстого до кінця забудови.
Примикають вулиці Лисенка, Варзара, Лісковицька, Ольговичів.

## Історія
З радянських часів носила назву на честь російського адмірала Павла Нахімова.
21 лютого 2023 року вулицю Нахімова перейменували на вулицю Святославську на честь князя чернігівського, сина Ярослава Мудрого Святослава Ярославича.

## Забудова
Вулиця на початку пролягає у південно-східному напрямку, потім, зробивши плавний поворот, пролягає у бік озера Млиновище — у південно-західному напрямку між вулицями Бланка та Ольговичів, є проїзди до цих вулиць. Парна та непарна сторони вулиці зайняті садибною забудовою.